# Phaeostigma longicaudum
Phaeostigma longicaudum is een kameelhalsvliegensoort uit de familie van de Raphidiidae. De soort komt voor in Griekenland.
Phaeostigma longicaudum werd voor het eerst wetenschappelijk beschreven door Johann Philip Emil Friedrich Stein in 1863. Het holotype is afkomstig uit Griekenland en wordt bewaard in het Museum für Naturkunde in Berlijn.